# A Sad Day
A Sad Day — студійний альбом американського блюзового музиканта Едді Бойда, випущений у 1980 році французьким лейблом Paris Album.

## Опис
Піаніст Едді Бойд (який перебрався в Європу у 1965 році) записав цей альбом 28 березня 1980 року для французького лейблу Paris Album. Альбом включає 9 композицій, які основному написані Бойдом, окрім «On the Sunny Side of the Street» і «In the Dark» Джуніора Паркера. На усіх них Бойд співає та акомпанує собі на фортепіано. Бойд виконує три інструментальні композиції у стилі бугі-вугі «My Mood», «The Charm» і «My Lady» (остання у більш повільному ритмі).
У 1992 році альбом був перевиданий на CD на Blues Collection у Франції.

## Список композицій
1. «My Mood» (Едвард Райлі Бойд) — 2:38
2. «Let It Be Me» (Едвард Райлі Бойд) — 4:25
3. «It's So Sad» (Едвард Райлі Бойд) — 4:04
4. «On the Sunny Side of the Street» (Дороті Філдс, Джиммі Макг'ю) — 4:22
5. «Love Sick Mind» (Едвард Райлі Бойд) — 3:54
6. «The Charm» (Едвард Райлі Бойд) — 3:20
7. «My Lady» (Едвард Райлі Бойд) — 3:50
8. «A Sad Day» (Едвард Райлі Бойд) — 7:42
9. «In the Dark» (Джуніор Паркер) — 4:06

## Учасники запису
- Едді Бойд — вокал (окрім 1, 6 і 7), фортепіано

Технічний персонал
- Мішель Каррас — продюсер
- Тьєррі Бомарі — інженер
- Жак Деметр — текст
- Жан-П'єр Мартен-Пер — фотографія